# Андреен, Андреа
Элленор Андреа Андреен (швед. Ellenor Andrea Andreen, 11 июля 1888, Эрбю — 20 апреля 1972) — доктор медицины (1933), главный врач клинического госпиталя Стокгольма, шведский деятель международного женского демократического движения, борец за мир. Лауреат Международной Сталинской премии «За укрепление мира между народами» (1953).
С 1930 г. Андреа Андреен возглавляла Левый союз женщин Швеции (CSV). В 1952 г. принимала участие в расследовании фактов бактериологической войны в КНДР и КНР.  С 1953 г. — вице-президент Международной демократической федерации женщин.
Представитель движения радикального пацифизма в Швеции, вела большую общественно-политическую работу, направленную на защиту мира, против угрозы атомной войны.
Дважды была замужем. В первом браке (1909—1915) с Теодором Сведбергом (1884—1971), шведским физико-химике, члене Шведской АН, лауреате Нобелевской премии по химии 1926 года родила двух детей: Хиллеви Сведберг (1910—1990), архитектора, и Элиаса Сведберга (1913—1987), дизайнера.